# 8709 Kadlu
A 8709 Kadlu (ideiglenes jelöléssel 1994 JF1) egy marsközeli kisbolygó. Carolyn Shoemaker és Eugene Merle Shoemaker fedezte fel 1994. május 14-én.